# Eukratides I.

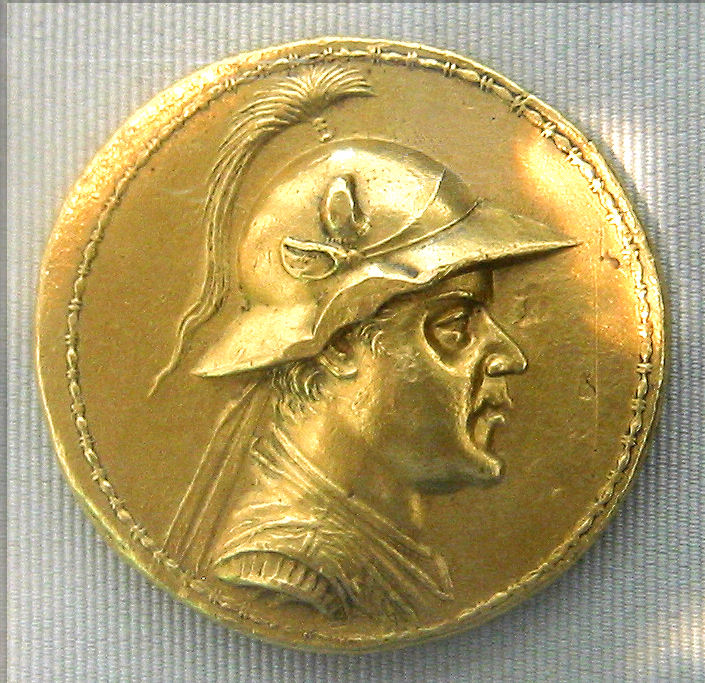
20-facher Goldstater des Eukratides I. Es handelt sich um die größte in der Antike geprägte Goldmünze

Eukratides I. (altgriechisch Εὐκρατίδης Eukratídēs) war ein griechisch-baktrischer König, der von etwa 171 bis 145 v. Chr. regierte. Er beseitigte in Baktrien die regierende Dynastie des Euthydemos I. und gründete eine eigene Dynastie. Es gelang ihm, zeitweise Teile des Industales zu erobern. Aus seiner Regierungszeit sind ausgesprochen zahlreiche Münzen erhalten. Auch im Geschichtswerk des Marcus Iunianus Iustinus wird er erwähnt, was insofern bemerkenswert ist, als die meisten griechisch-baktrischen Könige in den Quellen kaum Beachtung finden bzw. diese den Geschichtsschreibern nicht bekannt waren. Er bezeichnet ihn auch als den Großen.

## Antike Quellen
Die wichtigste Quelle zum Herrscher ist Marcus Iunianus Iustinus:

„Etwa zur gleichen Zeit als Mithridates den Thron bei den Parthern bestieg, begann Eukratides bei den Baktriern zu regieren; beide waren sie große Männer. Jedoch erhob das Glück die Parther, da sie erfolgreicher waren, unter diesem Herrscher, zu der höchsten Macht, dagegen waren die Baktrier in viele Kriege verwickelt und verloren nicht nur ihre Gebiete, sondern auch ihre Freiheit. Sie litten unter Spannungen mit den Sogdern, Drangianern und Indern und wurden schließlich, da sie kraftlos waren, von den schwächeren Parthern überrannt. Eukratides führte verschiedene Kriege mit großem Geist, obwohl er viele verlor. Er wurde von Demetrius, König der Inder mit einer Garnison von nur 300 Leuten belagert, konnte jedoch durch ständige Ausbrüche einer Armee von 60.000 Feinden widerstehen. Nachdem er nach fünf Monaten Belagerung entkommen war, reduzierte er Indien unter seiner Macht. Als er aus dem Land heimkehrte, wurde er von seinem Sohn getötet, mit dem er den Thron geteilt hatte und der soweit war, die Mordtat zu verbergen, dass er, als ob er einen Feind getötet hatte und nicht seinen Vater, mit einem Streitwagen durch dessen Blut fuhr, und er befahl dessen Körper auszusetzen und nicht zu begraben.“

weitere Informationen findet man bei Strabon:

„(zu den Parthern) Und sie nahmen einen Teil von Baktrien, indem sie die Skythen und vorher Eukratides und seine Nachfolger zwangen ihnen zu dienen.“

„(Beschreibung von Baktrien und den Städten) Unter ihnen war Eukratiadia, die nach ihrem Herrscher benannt wurde. Die Griechen eroberten es (Baktrien) und teilten es in Satrapien, von denen die Satrapie Turiva und die von Aspionus von den Parthern dem Eukratides fortgenommen wurden.“

„denn Eukratides, einer von ihnen (Herrscher von Baktrien) beherrschte 1000 Städte.“

Aus Ai Khanoum stammt eine Tintenaufschrift auf einem Gefäß, die ein 24. Regierungsjahr als Datierung angibt. Diese Datierung bezieht sich mit hoher Wahrscheinlichkeit auf Eukratides I. und gehört demnach um 147 v. Chr., kurz bevor die Stadt vernichtet wurde.

## Herkunft und Thronbesteigung

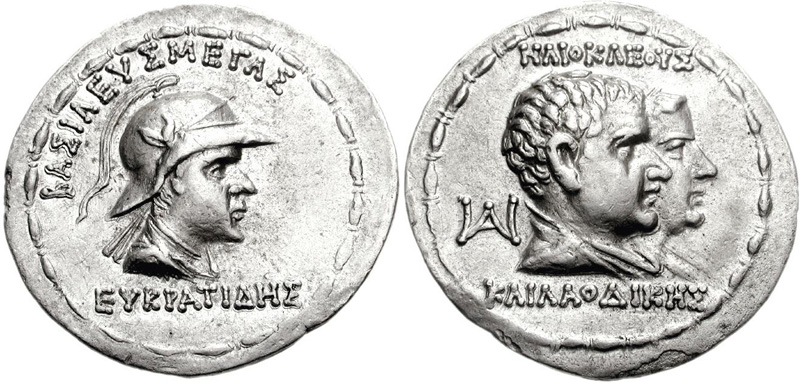
Eukratides I. und die Eltern Heliokles und Laodike

Nach Iunianus Iustinus kam Eukratides I. also auf den Thron, als auch Mithridates I. von Parthien den Thron bestieg, was um das Jahr 171 v. Chr. geschah. Iustinus nennt Eukratides I. ausdrücklich einen bedeutenden Herrscher, dessen militärischen Taten aber nicht lange von Bestand sein sollten.
Die genaue Herkunft des Herrschers ist umstritten, wie überhaupt viele Einzelheiten der Geschichte des griechisch-baktrischen Reiches. Einige Münzen zeigen vielleicht die Eltern Eukratides’ I. Sein Vater war ein gewisser Heliokles, seine Mutter eine gewisse Laodike, die vielleicht mit dem Königshaus der Seleukiden verwandt war, da der Name Laodike in diesem Haus sehr beliebt war. Der Name ist jedoch auch woanders bezeugt, so dass diese Verbindung nicht zwingend ist. Eukratides I. scheint jedenfalls nicht mit der Dynastie des Euthydemos I. verwandt gewesen zu sein, die vorher in Baktrien regierte.

## Regierung

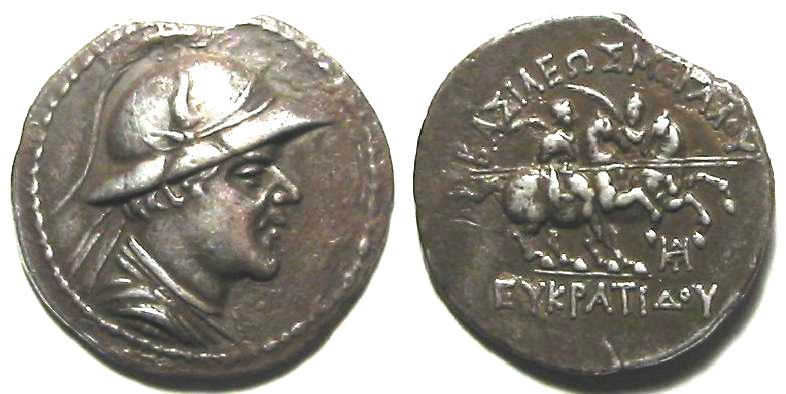
Silbertetradrachme Eukratides' I.

Iunianus Iustinus beschreibt vor allem die Feldzüge von Eukratides I., der gegen Demetrios, den König der Inder, Krieg führte und bei einer Belagerung durch Demetrios mit nur 300 Soldaten 60.000 Soldaten des Demetrios besiegt habe. Mit Demetrios, König der Inder, wird ein Indo-griechischer König gemeint sein, doch ist nicht klar, ob es sich dabei um Demetrios I. oder um Demetrios II. handelte. Die Eroberung von Teilen Indiens wird durch zweisprachige Münzen des Herrschers bestätigt, die Aufschriften in Griechisch und Kharoshthi zeigen.
In Baktrien musste Eukratides jedoch Verluste hinnehmen. Aus den Angaben von Strabon kann geschlossen werden, dass der Partherkönig Mithridates I. es schaffte, Teile Baktriens zu erobern. Auf dem Weg von Indien zurück nach Baktrien soll Eukratides I. von seinem Sohn ermordet worden sein. Der Name des Sohnes ist nicht überliefert. Es war entweder Eukratides II. oder Heliokles I. Der Leichnam des Herrschers wurde nicht beigesetzt und sein Sohn soll diesen sogar mit einem Streitwagen geschändet haben.
Die Eroberungen von Eukratides II. waren nicht von Bestand. Es folgten auf ihn einige weniger bedeutende Herrscher, bis das Reich von Baktrien von den nomadischen Yuezhi vernichtet wurde.
Die Stadt Eukratideia ist wahrscheinlich seine Gründung. Sie konnte bisher noch nicht mit Sicherheit identifiziert werden, doch ist die Ausgrabungsstätte Ai Khanoum vorgeschlagen worden. Von Eukratides I. stammt eine 20-Stater-Goldmünze, bei der es sich um die größte antike Goldmünze überhaupt handelt. Ihm wird auch versuchsweise der Ausbau der letzten Phase des Palastes in Ai Khanoum zugeschrieben. Der Fund von indischen Objekten in dem dortigen Schatzhaus mögen Beutestücke seiner indischen Feldzüge sein.